# Gregorius av Nin-statyn, Split

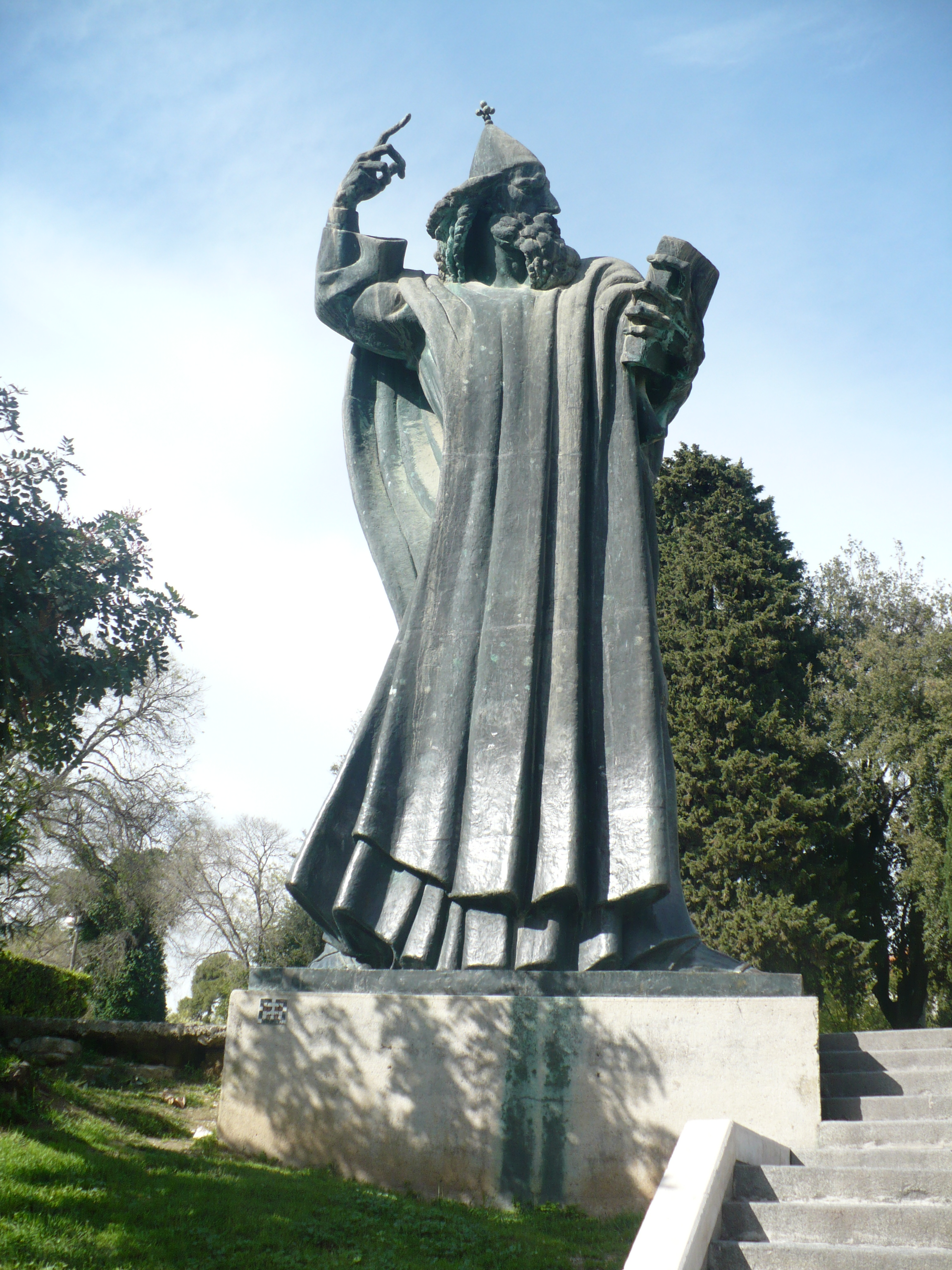
Statyn år 2012.

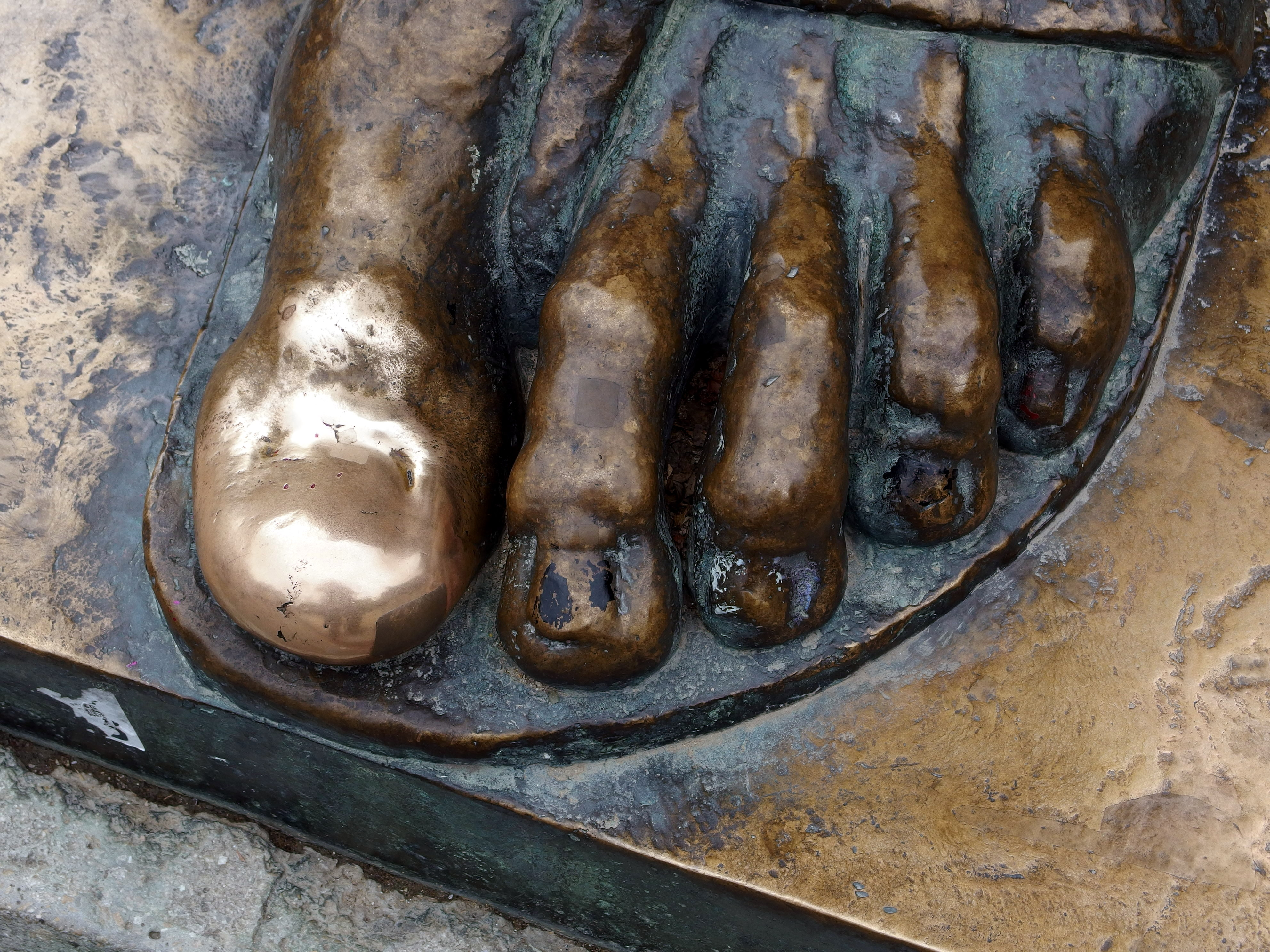
Statyns stortå år 2013.

Gregorius av Nin-statyn (kroatiska: Kip Grgura Ninskog) är en staty i Split i Kroatien. Den 8,5 meter höga och 13 ton tunga statyn föreställer Gregorius av Nin och står framför Diocletianus-palatsets norra port, den så kallade Gyllene porten (Porta aurea), som under antiken var palatsets huvudingång. Den är en av stadens landmärken och turistattraktioner. Enligt lokal sägen medför det tur att vidröra statyns stortå. Bruket att vidröra denna del av statyn har medfört att stortån är något ljusare (gyllenfärgad).

## Historik
Statyn skapades år 1929 och är ett verk av den framstående kroatiske skulptören Ivan Meštrović (1883–1962). Han lät skapa två mindre kopior i brons som står i Varaždin och Nin.
Gregorius av Nin-statyn i Split placerades ursprungligen på Peristylen år 1929. Platsen som valdes skapade stora kontroverser bland den dåtida lokala kultureliten. En del av dessa personligheter, däribland Frane Bulić och Ljubo Karaman, motsatte sig idén att placera en staty på ett antikt torg. När italienska fascistiska styrkor år 1941 besatte Split demonterades statyn och forslades därefter iväg då den ansågs vara en symbol för slavisk (kroatisk) kultur och därmed ett hot för den italienska irredentismen. År 1954 restaurerades staty och placerades därefter på nuvarande plats vid Diocletianus-palatsets norra port.